# プレストン (DD-19)
|          |                                    |
| 艦歴     |                                    |
| 発注     |                                    |
| 起工     | 1908年4月28日                      |
| 進水     | 1909年7月14日                      |
| 就役     | 1909年12月21日                     |
| 退役     | 1919年7月17日                      |
| その後   | 1919年11月21日に売却               |
| 除籍     | 1919年9月15日                      |
| 性能諸元 |                                    |
| 排水量   | 902トン                            |
| 全長     | 293 ft 10 in (89.6 m)              |
| 全幅     | 26 ft 11 in (8.2 m)                |
| 吃水     | 10 ft 11 in (3.3 m)                |
| 機関     |                                    |
| 最大速   | 29ノット (54 km/h)                 |
| 乗員     | 士官、兵員88名                     |
| 兵装     | 3インチ砲5門 18インチ魚雷発射管3門 |

プレストン (USS Preston, DD-19) は、アメリカ海軍の駆逐艦。スミス級駆逐艦の3番艦。艦名はサミュエル・W・プレストンに因む。その名を持つ艦としては3隻目。

## 艦歴
プレストンは1908年4月28日にニュージャージー州カムデンのニューヨーク造船所で起工する。1909年7月14日にキャサリン・マーグンによって進水し、1909年12月21日に艦長G・C・デイ少佐の指揮下就役した。
プレストンは大西洋艦隊駆逐艦部隊に配属され、アメリカ合衆国が第一次世界大戦に参戦するまで平時の偵察任務、個艦、戦隊、および艦隊での演習に従事した。プレストンは1917年4月6日にニューヨークを出航し、一週間をかけてマサチューセッツ州ボストンに向かい、その後5月12日まで偵察任務に就く。その後大西洋艦隊駆逐艦部隊に再配属され、沿岸防備および偵察任務を2ヶ月間行う。7月に東海岸へ向かい、8月1日から10月5日までアゾレス諸島沖で護衛および偵察任務に就く。その後ブレストに派遣され、フランス沿岸で同様の任務を停戦まで行う。1918年12月11日にプレストンは帰国の途に就き、1919年1月4日にサウスカロライナ州チャールストンに到着した。
プレストンはその後ペンシルベニア州フィラデルフィアに移動し、1919年7月17日に退役した。9月15日に除籍され、11月21日にコネチカット州ニューロンドンのT・A・スコット社に売却された。